# Chrysosplenium funiushanensis
Chrysosplenium funiushanensis là một loài thực vật có hoa trong họ Saxifragaceae. Loài này được S.Y.Wang miêu tả khoa học đầu tiên năm 1988.